# Noren (deurgordijn)

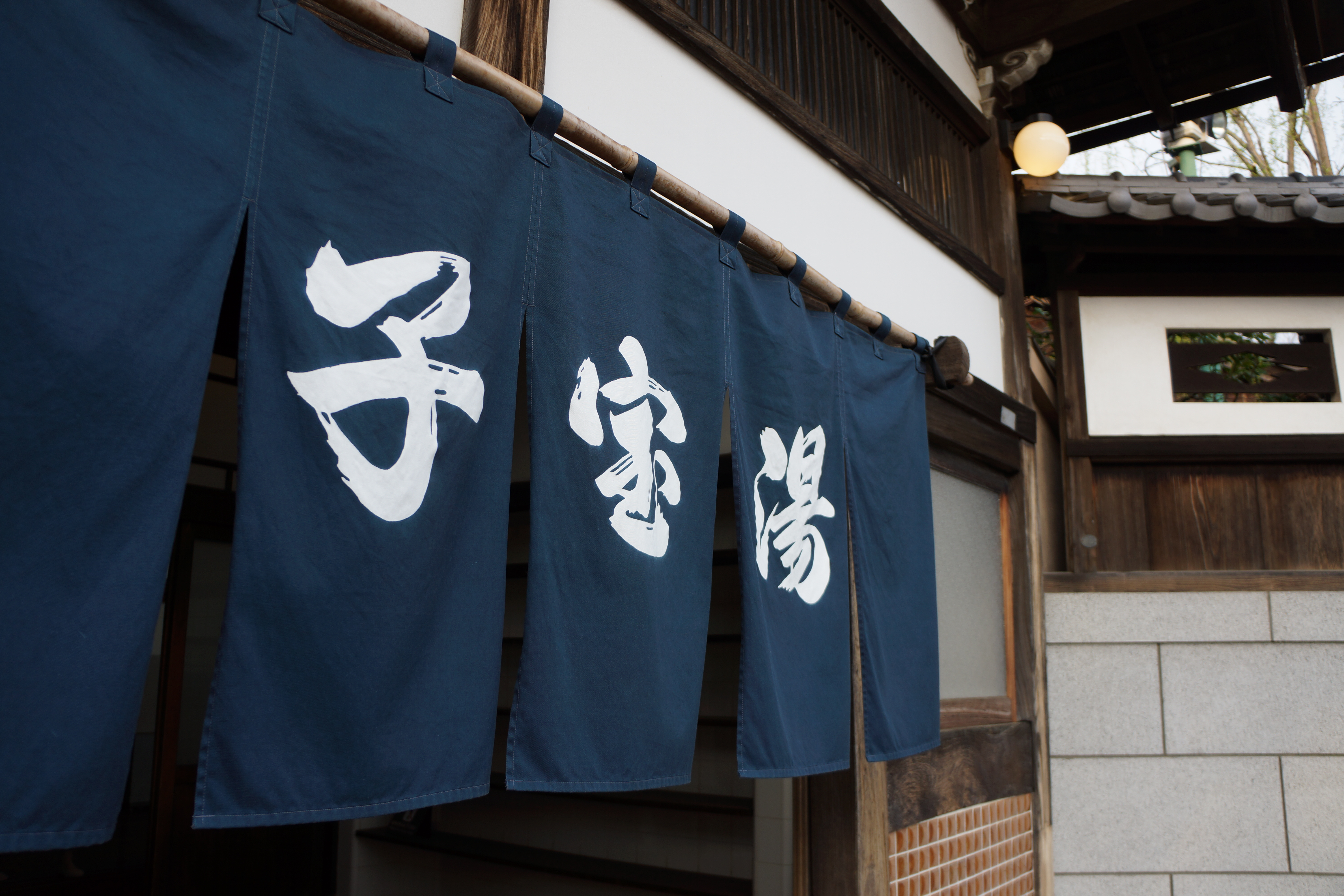
Noren voor de deur van de sentō, (Japans badhuis), in het Edo-Tokio Openluchtmuseum.

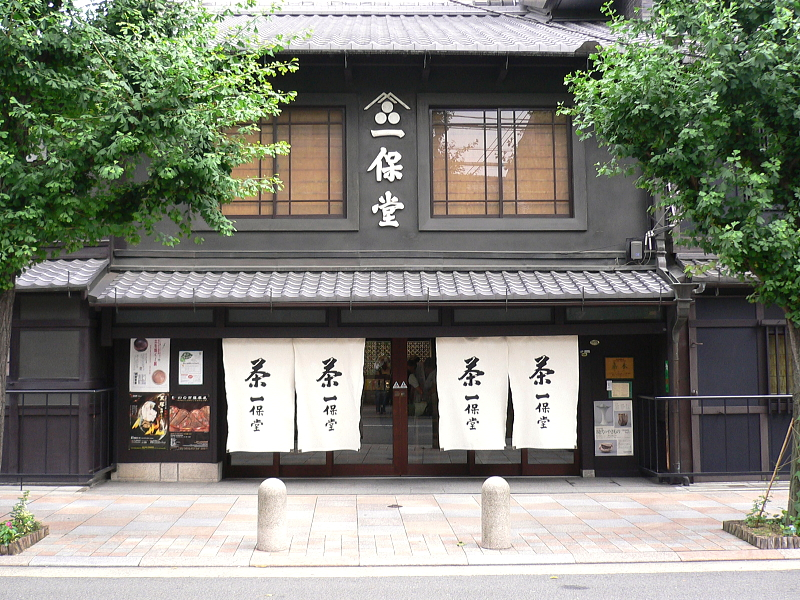
Noren voor de deur van een theewinkel in Kyoto.

Noren (no̞ɾẽ̞ɴⓘ) (Japans: 暖簾) is een traditioneel Japans gordijn, hangend in een deuropening, dat fungeert als een afscheiding. Noren hebben, afhankelijk van de breedte, meestal één of meerdere verticale spleten; dit maakt dat men er gemakkelijk tussendoor loopt. Ze komen voor in zowel korte als lange varianten. De lange varianten treft men meestal aan voor de deuren van huizen. De korte varianten treft men doorgaans aan voor de deuren van winkels, deze zijn meestal bedrukt met de winkelnaam of een logo en dienen dus meteen als uithangbord en zijn tevens een indicatie dat de winkel op dat moment is geopend. Noren waren oorspronkelijk bedoeld om stof buiten te houden en om schaduw te verschaffen op zonnige dagen.

## Naam
Noren betekent letterlijk "warmtegordijn". Het is een samenstelling van het bijvoeglijk naamwoord 暖 non dat "warm" betekent en het zelfstandig naamwoord 簾 ren dat "gordijn" betekent, beide gelezen in de on-lezing.

## Types
- 水引暖簾 mizuhiki-noren - Zeer korte noren, fungeren enkel als decoratie.
- 半暖簾 han-noren - Middellange noren van 56,7 centimeter lang, dient meer als reclamebord.
- 長暖簾 naga-noren - Lange noren 1,6 meter lang, dient als afscheiding en als zonnescherm.
- 日除け暖簾 hiyoke-noren - Zeer lange noren tussen 1,6 en 3 meter lang, dient als zonnescherm.